# ULAS J115759.04+092200.7
ULAS J115759.04+092200.7 ist ein Brauner Zwerg im Sternbild Jungfrau. Er wurde 2008 von David Pinfield et al. entdeckt. Er gehört der Spektralklasse T2,5 an.